# Pfarrkirche Forst

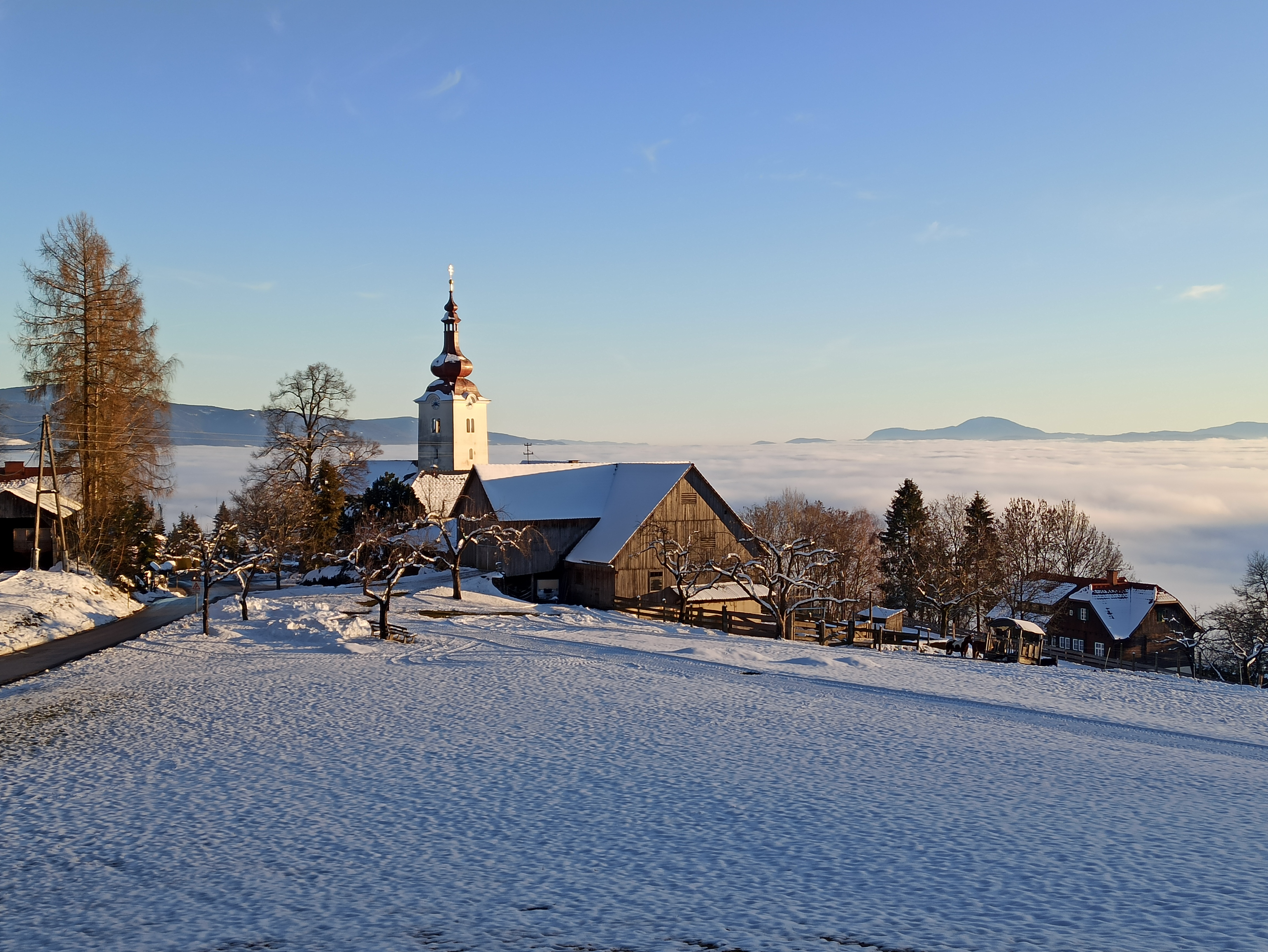
Katholische Pfarrkirche hl. Johannes der Täufer im Weiler Forst

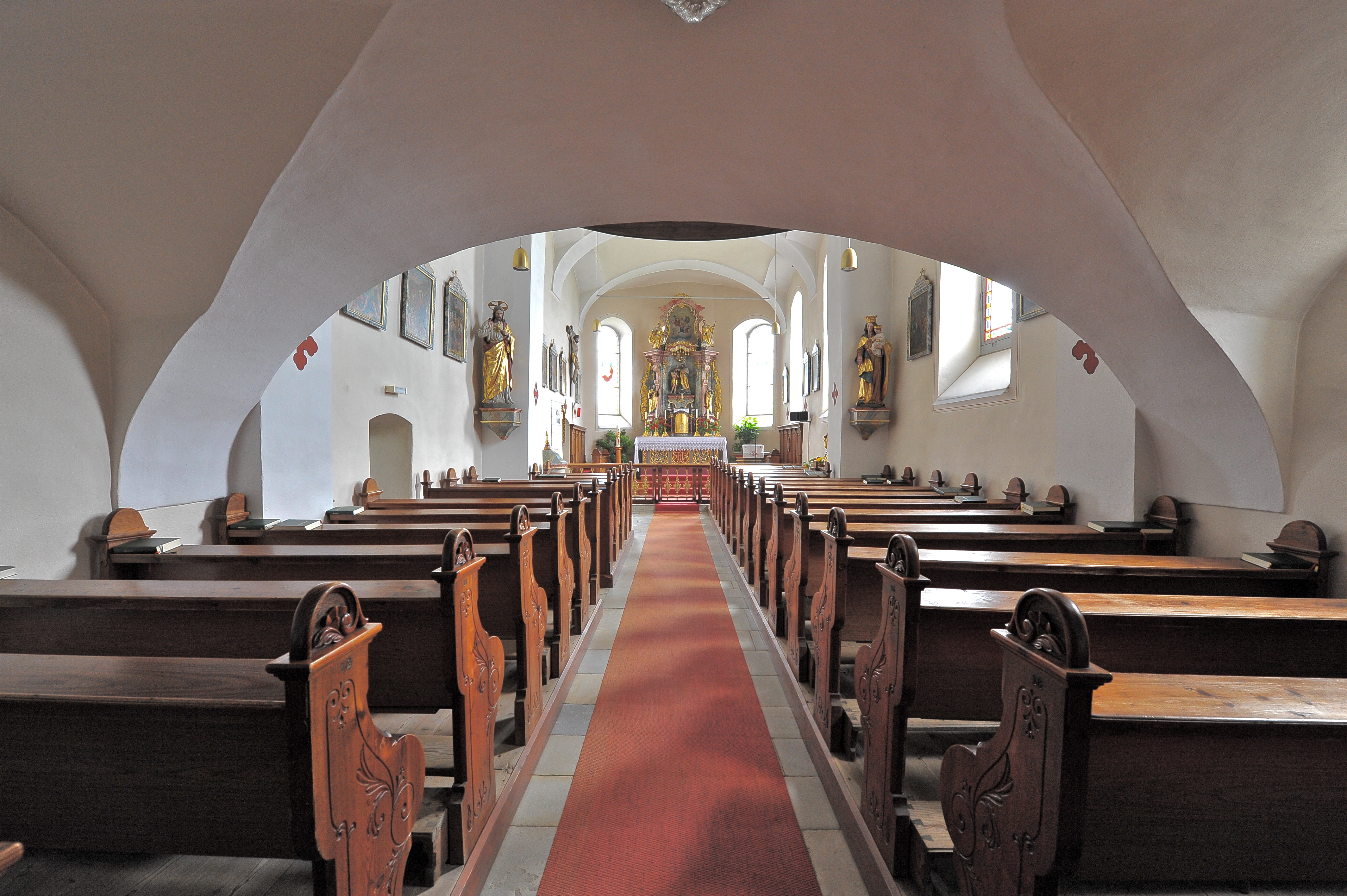
Langhaus unter der Orgelempore, Blick zum Chor

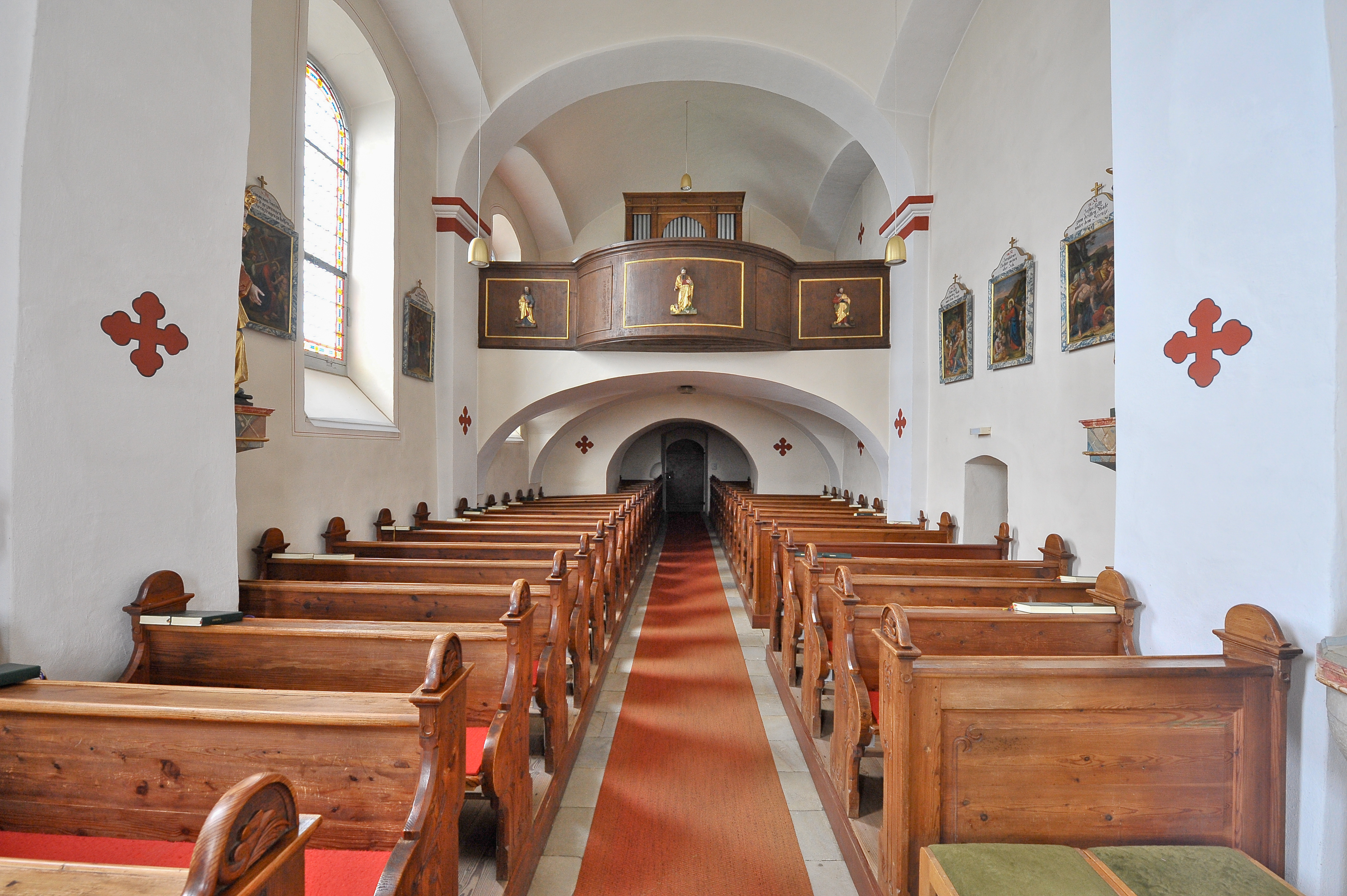
Langhaus, Blick zur Empore

Die Pfarrkirche Forst steht im Ort Forst in der Stadtgemeinde Wolfsberg im Bezirk Wolfsberg in Kärnten. Die dem Patrozinium hl. Johannes der Täufer unterstellte römisch-katholische Pfarrkirche gehört zum Dekanat Wolfsberg in der Diözese Gurk-Klagenfurt. Die Kirche und der Friedhof stehen unter Denkmalschutz (Listeneintrag).

## Geschichte
Die anfängliche Jägerkapelle wurde 1421 urkundlich genannt. 1731 wurde die Stiftung eines Benefiziums genannt. Der heutige Barockbau wurde im 18. Jahrhundert errichtet und 1848 umgebaut und mit einem Gewölbe versehen. Die Kirche wurde 1854 zur Pfarrkirche erhoben.

## Architektur
Der vorgestellte mächtige Westturm hat rundbogige Fenster und Biforenfenster und trägt einen Zwiebelhelm. Das Westportal hat eine eisenbeschlagene Tür.
Die Kirche hat im Turmerdgeschoß einen Vorbereich mit einem Flachtonnengewölbe mit Stichkappen. Das vierjochige Langhaus hat Platzlgewölbe zwischen Gurten auf Pilastern. Die Westempore ruht auf einem gedrückten Gewölbe. Der eingezogene Chor zeigt sich stärker hervortretenden Pilastern. Die nördlich angebaute Sakristei hat ein Tonnengewölbe mit Stichkappen und Kreuzgraten.

## Ausstattung
Der spätbarocke Hochaltar mit seitlichen neueren Ergänzungen wurde aus der Winterkirche in Maria Wörth hierher übertragen. Die neugotischen Seitenaltäre und die neugotische Kanzel, mit Schnitzfiguren und Reliefs, entstanden um 1900.